# Nulldruckregler
Ein Nulldruckregler (oder Nulldruckventil) ist ein Ventil, das anders als Druckminderer nicht einen konstanten Druck eines Gases zur Verfügung stellt, sondern durch einen Unterdruck gesteuert wird. Die Gasmenge wird durch die Stärke des Unterdruckes geregelt. Eine Unterart der Nulldruckregler sind Bedarfsventile, welche in der Beatmungstechnik oder als Tauchregler eingesetzt werden. Nulldruckregler werden zur Versorgung von Gasmotoren verwendet und verhindern ein Ausströmen des Gases bei stehendem Motor.

## Aufbau und Funktion
Der Druckregler besteht aus einem Ventil, welches mit einer Feder vorgespannt wird und von einer Membran gesteuert wird. Das Ventil trennt die Vorkammer von der Ausgangsseite. Ein Unterdruck auf der Ausgangsseite wirkt auf die Membran und öffnet das Ventil. Dem Nulldruckregler ist zumeist ein Druckregelventil vorgeschaltet, um mit einem konstanten Druck zu arbeiten. 

## Anwendung
Um einen Ottomotor mit Gas zu betreiben, muss ein Entweichen des Gases bei Stillstand des Motors verhindert werden. Beim Betrieb des Motors entsteht ein Unterdruck auf der Saugseite des Motors, welcher das brennbare Gemisch aus Brennstoff und Luft ansaugt. Beim Stillstand des Motors würde das brennbare Gas des Gasmotors durch den Luftfilter entweichen. Der Unterdruck steuert den Nulldruckregler und öffnet das Ventil, so das Gas zum Betrieb des Motors in den Brennraum gelangt. 